# Millet armeno
Il Millet armeno (in turco Ermeni milleti) era il millet ottomano (ossia la comunità etno-religiosa autonoma) della Chiesa apostolica armena. Inizialmente comprendeva non solo gli armeni dell'Impero ottomano, ma i membri di altre chiese cristiane tra cui la Chiesa copta, la Chiesa cattolica caldea, la Chiesa ortodossa etiope Tewahedo e la Chiesa ortodossa-siriaca, sebbene la maggior parte di questi gruppi ottenne il proprio millet nel XIX secolo. Maometto II li separò dai greco-ortodossi a causa dei disaccordi che avevano sull'ortodossia. I membri del millet non solo erano in grado di gestire le cose in modo autonomo, ma avevano lo status giuridico per portare un caso ai tribunali islamici. Il millet armeno non aveva la capacità di detenere l'autorità sulle molte persone che sarebbero state interessate, e il potere del patriarca armeno non aveva una vera autorità a Costantinopoli essendo cosi lontano dall'Anatolia.